# Zelzate
Zelzate este o comună neerlandofonă situată în provincia Flandra de Est, regiunea Flandra din Belgia. La 1 ianuarie 2008 avea o populație totală de 12.242 locuitori. 

## Geografie
Suprafața totală a comunei este de 13,71 km². 
Localitățile limitrofe sunt:
|                                                                                               | În Belgia:         | În Olanda: |
| - a. Assenede - b. Ertvelde (Evergem) - c. Gent - d. Sint-Kruis-Winkel (Gent) - e. Wachtebeke | - Comuna Terneuzen |            |

## Localități înfrățite
- Elveția: Sierre;
- Țările de Jos: Delfzijl;
- Italia: Cesenatico;
- Franța: Aubenas;
- Germania: Schwarzenbek.